# Elżbieta pomorska

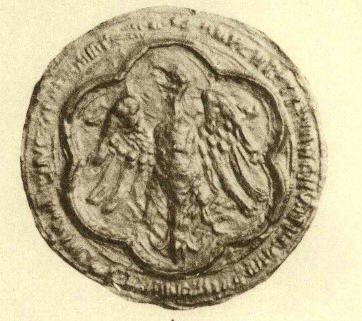
Pieczęć niemieckich cesarzy i królów

Elżbieta pomorska (ur. zap. 1346, najp. 1347, zm. 14 lub 15 lutego 1393 w Hradcu Králové) – córka Bogusława V, księcia wołogosko-rugijskiego i słupskiego oraz Elżbiety Kazimierzówny. Wnuczka Kazimierza III Wielkiego, króla Polski.

## Rodzina
Jako przypuszczalne miejsce narodzin Elżbiety bywa wskazywane Darłowo.
21 maja 1363, w Krakowie poślubiła króla Czech i cesarza Karola IV Luksemburskiego, syna króla Czech Jana I Ślepego i Elżbiety Przemyślidki, córki króla Czech i Polski Wacława II. Karol i Elżbieta mieli czterech synów i dwie córki, tj.:
- Annę, żonę Ryszarda II Plantageneta, króla angielskiego,
- Zygmunta, cesarza rzymskiego, króla węgierskiego, czeskiego oraz margrabiego brandenburskiego,
- Jana, księcia zgorzeleckiego i margrabiego nowomarchijskiego,
- Karola (ur. 13 marca 1372, zm. 24 lipca 1373),
- Małgorzatę, żonę Jana III Hohenzollerna, burgrabiego norymberskiego,
- Henryka (ur. 1377, zm. 1378)[4].

Małżeństwo to służyło rozbiciu antyluksemburskiego sojuszu księcia Austrii Rudolfa IV z królami Węgier i Polski, Ludwikiem i Kazimierzem Wielkim oraz pozyskania tego ostatniego do antybrandenburskiej polityki. 18 czerwca 1363 została koronowana w Pradze na królową Czech, a 1 listopada 1368 w Rzymie Urban V koronował ją na cesarzową.

### Genealogia
| Warcisław IV ur. w okr. 11–27 V 1291 zm. w okr. 31 VII–1 VIII 1326 | Warcisław IV ur. w okr. 11–27 V 1291 zm. w okr. 31 VII–1 VIII 1326 |                                                            |                                                            | Elżbieta ur. w okr. 1300–1304 zm. w okr. II–III 1355 lub przed 2 II 1356 | Elżbieta ur. w okr. 1300–1304 zm. w okr. II–III 1355 lub przed 2 II 1356 |  |  | Kazimierz III Wielki ur. 30 IV 1310 zm. 5 XI 1370 | Kazimierz III Wielki ur. 30 IV 1310 zm. 5 XI 1370 |                                              |                                              | Aldona Anna ur. ok. 1311–1313 zm. 25 V 1339 | Aldona Anna ur. ok. 1311–1313 zm. 25 V 1339 |
|                                                                    |                                                                    |                                                            |                                                            |                                                                          |                                                                          |  |  |                                                   |                                                   |                                              |                                              |                                             |                                             |
|                                                                    |                                                                    |                                                            |                                                            |                                                                          |                                                                          |  |  |                                                   |                                                   |                                              |                                              |                                             |                                             |
|                                                                    |                                                                    | Bogusław V ur. w okr. 1317–1318 zm. w okr. 3 II–24 IV 1374 | Bogusław V ur. w okr. 1317–1318 zm. w okr. 3 II–24 IV 1374 |                                                                          |                                                                          |  |  |                                                   |                                                   | Elżbieta Kazimierzówna ur. ok. 1326 zm. 1361 | Elżbieta Kazimierzówna ur. ok. 1326 zm. 1361 |                                             |                                             |
|                                                                    |                                                                    |                                                            |                                                            |                                                                          |                                                                          |  |  |                                                   |                                                   |                                              |                                              |                                             |                                             |
|                                                                    |                                                                    |                                                            |                                                            |                                                                          |                                                                          |  |  |                                                   |                                                   |                                              |                                              |                                             |                                             |
|                                                                    |                                                                    |                                                            |                                                            |                                                                          |                                                                          |  |  |                                                   |                                                   |                                              |                                              |                                             |                                             |

|                                    |                                    | Karol IV Luksemburski ur. 14 V 1316 zm. 29 XI 1378 OO 21 V 1363 | Karol IV Luksemburski ur. 14 V 1316 zm. 29 XI 1378 OO 21 V 1363 | Elżbieta pomorska (ur. zap. 1346, najp. 1347 zm. 15 II 1393) | Elżbieta pomorska (ur. zap. 1346, najp. 1347 zm. 15 II 1393) |                                       |                                       |                                         |                                         |
|                                    |                                    |                                                                 |                                                                 |                                                              |                                                              |                                       |                                       |                                         |                                         |
|                                    |                                    |                                                                 |                                                                 |                                                              |                                                              |                                       |                                       |                                         |                                         |
|                                    |                                    |                                                                 |                                                                 |                                                              |                                                              |                                       |                                       |                                         |                                         |
| Anna ur. 11 VII 1366 zm. 7 VI 1394 | Anna ur. 11 VII 1366 zm. 7 VI 1394 | Zygmunt ur. 14 lub 15 II 1368 zm. 9 XII 1437                    | Zygmunt ur. 14 lub 15 II 1368 zm. 9 XII 1437                    | Jan ur. 22 VI 1370 zm. 1 III 1396                            | Jan ur. 22 VI 1370 zm. 1 III 1396                            | Karol ur. 13 III 1372 zm. 24 VII 1373 | Karol ur. 13 III 1372 zm. 24 VII 1373 | Małgorzata ur. 29 IX 1373 zm. 4 VI 1410 | Małgorzata ur. 29 IX 1373 zm. 4 VI 1410 |
|                                    |                                    |                                                                 |                                                                 |                                                              |                                                              |                                       |                                       |                                         |                                         |
| Henryk ur. 1377 zm. 1378           |                                    |                                                                 |                                                                 |                                                              |                                                              |                                       |                                       |                                         |                                         |

## Ostatnie lata życia
Po śmierci Karola w 1378 tron czeski odziedziczył pasierb Elżbiety, Wacław IV. Elżbieta nie wtrącała się do spraw państwa, poświęcając się opiece na swoimi synami, zwłaszcza nad Zygmuntem, którego wspierała w jego staraniach o tron węgierski.
Przeżyła męża o 15 lat. Zmarła 15 lutego 1393 i została pochowana w katedrze św. Wita w Pradze.

### Źródła online
- Cawley Ch, Bohemia. Table of contents. Karl 1346-1378, Wenzel IV 1363-1419, Zikmund 1410-1437, Albrecht 1437-1442 (ang.), [w:] Mediewal Lands. A prosopography of medieval European noble and royal families (ang.), [dostęp 2012-03-16].

### Opracowania
- Edward Rymar, Rodowód książąt pomorskich, Szczecin: Książnica Pomorska im. Stanisława Staszica, 2005, ISBN 83-87879-50-9, OCLC 69296056. Brak numerów stron w książce